# Laia (nom)
Laia o Olalla o Olaia és un hipocorístic o abreviació  familiar del prenom femení català Eulàlia, que actualment ha esdevingut un prenom. L'etimologia és la mateixa que Eulàlia, significa "ben parlada" i prové del grec.
Aquest nom s'ha utilitzat sobretot al Principat de Catalunya, on hi ha una gran devoció per santa Eulàlia. Santa Eulàlia és patrona de Barcelona amb la Mare de Déu de la Mercè.
El 2008 varen nàixer 1341 nenes amb aquest nom a Espanya, de les quals 997 foren inscrites a Catalunya. Fora de Catalunya, Laia és un nom que resulta exòtic i que va guanyant popularitat.
L'any 2015 es va donar el nom de Laia al fòssil de Pilobates Cataloniae trobat als Hostalets de Pierola.

## Festa onomàstica
La festa onomàstica es pot celebrar en el dia de Santa Eulàlia:
- Santa Eulàlia de Barcelona, verge i màrtir, 12 de febrer, patrona de Barcelona
- Eulàlia de Mèrida, verge i màrtir, 10 de desembre

## Variant
- Olaia
- Olalla

## Variants en altres llengües
- anglès: Eulalia
- espanyol: Eulalia, Olaya
- francès: Eulalie
- èuscar: Eulale, Olaia, Eulari
- gallec-portuguès: Eulália, Olalla, Olaia

## Dades del cens espanyol
Inscrits com a Laia (de cada mil nascuts) a la dècada:
- 2000: 9768 (4,74‰)
- 1990: 6042 (2,81‰)
- 1980: 4231 (1,42‰)
- 1970: 1726 (0,44‰)
- 1960: 45 (0,01‰)
- 1950: 16 (0,01‰)

Inscrits com a Eulàlia, Laia i Olaia (de cada mil nascuts) a la dècada:
- 2000: 10704 (5,19‰)
- 1990: 6851 (3,19‰)
- 1980: 5524 (1,85‰)
- 1970: 3588 (0,91‰)
- 1960: 2682 (0,75‰)
- 1950: 2822 (0,98‰)
- 1940: 2857 (1,19‰)
- 1930: 3086 (1,54‰)
- 1920: 3175 (1,97‰)

## Biografies
- Laia Berenguer i Puget (Sant Feliu de Codines, 1920), militant política exiliada a França
- Laia Cañigueral i Oliver (Cassà de la Selva, 1981), diputada al Congrés dels Diputats
- Laia Forcadell Arenas (Tortosa, 1982), atleta especialista en 400 metres tanques
- Laia Marull, actriu
- Laia Masramon (Santpedor, 1981), pianista
- Laia Noguera i Clofent (Calella, 1983), filòloga, poeta i músic catalana
- Laia Ortiz i Castellví (Barcelona, 1979), política catalana d'Iniciativa per Catalunya Verds
- Laia Sanz (Corbera de Llobregat, 1985), esportista, nou vegades campiona del món de Trial a l'aire lliure
- Gegantona Laia, element del Seguici Popular de Barcelona